# 창원의 집
창원의 집(昌原之家)은 한옥과 한국 전통 문화의 보존을 목적으로 경상남도 창원시 의창구 사림로16번길 59에 조성된 한옥 단지이다. 19세기 말 광무 2년에 건립한 순흥 안씨 안택영의 5대조 퇴은 두철이 거주하던 집으로 총 부지 3,088평 위에 솟을대문, 중문, 곁문, 사랑채, 안채, 민속관, 정자, 팔각정, 연자방아 등 14동의 건물과 조선 시대에 사용하던 농기구들이 전시되어 있다. 그 밖에도 분수대와 가축사육장, 무료 전통혼례식장을 개방하고 있다.